# Потоцкий, Владимир Станиславович
Граф Владимир Станиславович Потоцкий (10 февраля 1789, Тульчин — 8 апреля 1812, Краков) — польский землевладелец из магнатского рода Потоцких, полковник конной артиллерии Герцогства Варшавского.

## Биография
Четвертый (младший) сын генерала коронной артиллерии графа Станислава Щенсного Потоцкого (1752—1805) от второго брака с Юзефиной Амалией Мнишек (1752—1798).
После смерти своего отца Александр Потоцкий унаследовал имения Дашевский Ключ в Липовецком уезде, Подвысочанский Ключ в Уманьском уезде и Голованевский Ключ в Балтском уезде. У него в распоряжении были 10 855 крепостных крестьян.
Член масонской ложи «Соединенные братья» («Bracia Zjednoczeni»), основанной в Варшаве в 1807 году.
За заслуги был посмертно награждён Орденом «Virtuti Militari». Одну из своих лучших од ему посвятил польский ксендз Людвик Трынковский.
23-летний Владимир Потоцкий умер от тифа, под Краковом 8 апреля 1812 года. На средства его супруги был построен памятник в костеле Святой Троицы в Вавеле.

## Семья и дети
В 1808 году женился на княжне Текле Сангушко (ум. 1870), дочери последнего воеводы волынского, князя Иеронима Януша Сангушко (1743—1812), и Анны Пружинской (ум. 1816). Их дети:
- Станислав (1808—1874)
- Владимир (1810—1880)

После смерти мужа имения перешли к его вдове Текле. Она была доброй помещицей, содержала врачей и аптеки для крестьян за свой счет. Текла выехала во Францию, где в тайне вышла замуж за своего камердинера Николая Томаса, которому родила дочь и сына.